# Pongal

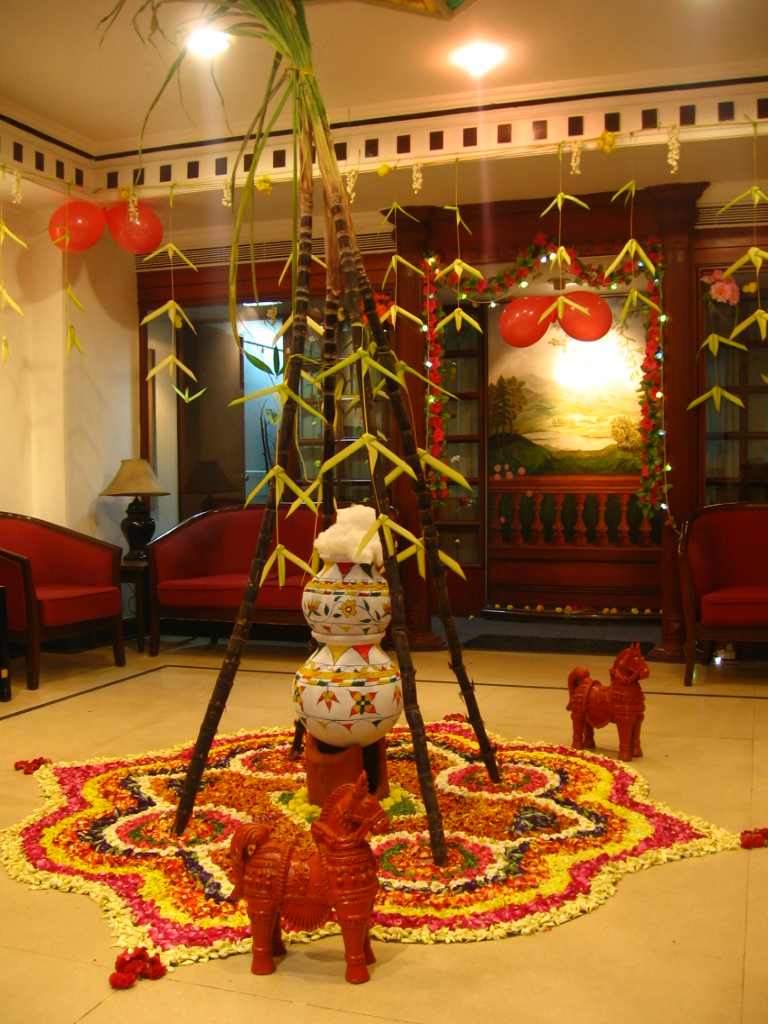
Una stanza d'ufficio tamil decorata per "Thai Pongal".

Thai Pongal (in Tamil : தைப்பொங்கல் ) o semplicemente Pongal è una festa del raccolto celebrata dal popolo Tamil nello stato del Tamil Nadu, nel territorio di Pondicherry in India e in Sri Lanka. 
Thai Pongal si celebra il giorno del solstizio d'inverno; tradizionalmente è dedicato al dio del sole Sūrya, e segna l'inizio del percorso a nord del Sole dalla sua estremità meridionale, un movimento tradizionalmente chiamato Uttarayana.
Pongal coincide anche con la festa "Makara Sankranthi" celebrata in tutta l'India in onore del raccolto invernale, e di solito ha luogo dal 13-15 gennaio secondo il calendario gregoriano che va dall'ultimo giorno del mese Tamil "Maargazhi" fino al terzo giorno di "Thai", che rappresenta anche il solstizio in India, quando il Sole entra nella decima casa dello zodiaco dell'India detto Makaram o Capricorno.
Il detto "Thai Pirandhal Vazhi Pirakkum" (தை பிறந்தால் வழி பிறக்கும்) significa "l'inizio del mese Thai apre le porte a nuove opportunità" viene spesso citato in riferimento al festival di Pongal. I Tamil eseguono una varietà di ringraziamenti alle divinità solari (கதிரவன் ), in special modo Surya il quale dona il buon raccolto e dedicano i primi grani ottenuti dai raccolti alla sua 'Surya Mangalyam'. I Tamil decorano le loro case con foglie di banano e mango ad abbellire il pavimento con motivi decorativi preparando ed utilizzando farina di riso.

## Etimologia
| Nome                       | Regione |
| -------------------------- | --- |
| Thai Pongal                | Tamil Nadu |
| Makar Sankranthi           | Andhra Pradesh, Bengala, Kerala, Bihar, Goa, Karnataka, Orissa, Madhya Pradesh, Maharashtra, Manipur, Telangana, Uttar Pradesh |
| Uttarayana                 | Gujarat e Rajasthan |
| Lohri                      | Haryana, Himachal Pradesh e Punjab                                                                                             |
| Magh Bihu o "Bhogali Bihu" | Assam |
| Maghe Sankranti            | Nepal |